# Waikato International 1999
Die Waikato International 1999 im Badminton fanden Ende August 1999 statt.

## Sieger und Platzierte
| Disziplin    | Gold                          | Silber                                | Bronze                            |
| ------------ | ----------------------------- | ------------------------------------- | --------------------------------- |
| Herreneinzel | Geoffrey Bellingham           | Nick Hall                             | Bertrand Gallet                   |
| Herreneinzel | Geoffrey Bellingham           | Nick Hall                             | Jean-Frédéric Massias             |
| Dameneinzel  | Rebecca Gordon                | Rayoni Head                           | Sandra Dimbour                    |
| Dameneinzel  | Rebecca Gordon                | Rayoni Head                           | Markéta Koudelková                |
| Herrendoppel | David Bamford Peter Blackburn | Manuel Dubrulle Vincent Laigle        | Stuart Brehaut Murray Hocking     |
| Herrendoppel | David Bamford Peter Blackburn | Manuel Dubrulle Vincent Laigle        | Boyd Cooper Travis Denney         |
| Damendoppel  | Rhonda Cator Amanda Hardy     | Larisa Kishore Sara Runesten-Petersen | Christelle Szynal Tatiana Vattier |
| Damendoppel  | Rhonda Cator Amanda Hardy     | Larisa Kishore Sara Runesten-Petersen | Kellie Lucas Vanessa Tyrrell      |
| Mixed        | Peter Blackburn Rhonda Cator  | David Bamford Amanda Hardy            | Manuel Dubrulle Tatiana Vattier   |
| Mixed        | Peter Blackburn Rhonda Cator  | David Bamford Amanda Hardy            | Travis Denney Nicole Gordon       |